# Mundsburg-Center
Het Mundsburg-Center is een complex bestaande uit een drietal torens, een overdekt winkelcentrum met winkels, horeca, casino, bioscoop, kantoren en een parkeergarage. Het complex ligt in Hamburg in de stadsdelen Barmbek-Süd en Uhlenhorst. Het is gelegen aan de Hamburger Straße.

## Ligging
Het Mundsburg-Center ligt in het Hamburgse district Nord in het stadsddelen Barmbek-Süd en Uhlenhorst. Het bouwblok van het centrum wordt aan de zuidoostzijde begrensd door de Hamburger Straße, aan de noordoostzijde de Humboldtstraße en aan de zuidwestzijde de Winterhuder Weg. Aan de noordwestzijde scheidt een groenstrook het centrum van de aangrenzende bebouwing. Het centrum is  bereikbaar met metro, bus en auto.

## Geschiedenis
Nadat in maart 1970 het winkelcentrum Hamburger Straße werd opgeleverd, werd een plan gemaakt voor het tegenoverliggende grondstuk. De toenmalige grondeigenaar, de projectontwikkelaar Spranger und Büll, plande een complex met woningen, winkels en kantoren. 
In 1972 startte de bouw door de hiervoor opgerichte Grundstücksgesellschaft Hamburger straße 1 naar een ontwerp van de architectenbureaus Garten, Kahl en Bargholz. In 1973 werd de 15,5m hoge laagbouw met winkels, kantoren, sportcentrum en bioscoop en de twee torens met kantoren en woningen van respectievelijk 97m en 103m hoog opgeleverd. De torens zijn vierkant met zijden van 22,5m.
De laagbouw (de sokkel) werd in 1997-1998 ingrijpend gerenoveerd. Zo kwam er een grote opvallende ingang op de hoek van de Hamburger Straße en de Winterhuder Weg. In het kader van deze modernisering werden het sinds 1973 op het dak van de laagbouw gelegen 2000 m2 grootte sportcentrum met zwembad en sauna en de bioscoop met 3 zalen afgebroken. 
Bij de renovatie kreeg het centrum een modern uiterlijk en werden de ingangen vergroot. Er werd een nieuwe bioscoop gerealiseerd met 8 zalen en de loopbrug tussen het Mundsburg Center en de Hamburger Meile werd overdekt. Deze verbouwing had tot gevolg dat de oorspronkelijke samenhang tussen de torens en de laagbouw uit het oorspronkelijke ontwerp verstoord werd.
In 2011 werd de kantoortoren ingrijpend gerenoveerd voor 15 miljoen euro.
In 2014 werd het Mundsburg-Center opnieuw gerenoveerd voor 6 miljoen euro.
De derde toren, aan de zijde van de Winterhuder Weg, werd in de periode 1975-1978 gebouwd voor een bouwsom van 20 miljoen D-mark en huisvest winkels, kantoren en appartementen. Hoewel deze toren optisch gezien tot het complex behoort, maakte hij officieel geen deel uit van de Mundsburgtower. In tegenstelling tot de andere twee torens zijn de verdiepingen rondom voorzien van balkons.
In 2020 is een bedrag van 6 miljoen euro opgehaald bij investeerders voor een grondige renovate van de derde toren.
Het complex is vernoemd naar de vroegere landeigenaar, de Hamburgse wijnhandelaar Johann Heinrich Mund. Hij verwierf in de 18e eeuw een imkerij aan de linker Alsterzijde en bouwde een nieuw hoofdgebouw dat hij 'Mundtsburg' noemde.

## Eigendom en beheer
Vanaf 1975 worden de appartementen afzonderlijk verkocht. Het beheer van het centrum, de kantoortoren en de resterende appartmenten blijft tot in de jaren 80 van de vorige eeuw in handen van de projectontwikkelaar. 
Eind jaren 80 wordt het centrum, de kantoortoren en de resterende appartementen voor 150 miljoen D-mark verkocht aan het Zweedse Järntorget concern. Omdat het concern begin jaren negentig in financiële problemen geraakte werd het complex weer verkocht. Het complex werd voor 95 miljoen D-mark verkocht aan de Kielse oogarts Detlef Uthoff.
Sinds april 2007 is het centrum is in eigendom bij Alstria Office Reit AG.
Het beheer van het Mundsberg-Center is sinds 1 juni 2015 in handen van Martens Massmann Centermanagement.
De toren aan de Winterhuder Weg is vanaf de bouw in bezit van de Hamburg-Mannheimer AG. 

## Gebruik
De toren op de hoek van de Hamburger Straße en de Winterhuder Weg is met 103m een van de hoogste woontorens van Duitsland. Op de 5e tot en met 29e verdieping bevinden zich 1- en 2-kamerappartementen. Per verdieping werden er vier 2-kamerappartementen en drie 1-kamerappartementen gerealiseerd met een grootte van 37 tot 65 m2.
De toren op de hoek van de Hamburger Straße 3 en de Humboldtstraße is 90m hoog en telt 22 kantoorverdiepingen van elk 420m 2.
De 4 verdiepingen tellende sokkel (laagbouw) huisvest winkels, horeca, een speelautomatenhal, een bioscoop (8 zalen met in totaal 1.988 zitplaatsen). De 18 winkels en horecagelegenheden zijn verdeeld over twee verdieping met een totale vloeroppervlakte van 12.650 m2. De winkelgalerij heeft slechts aan één zijde winkels en is aan de andere zijde voorzien van een glazen gevel met uitzicht op de Hamburger Straße. De ankerhuurders zijn de drogisterijketen Budnikowsky en de supermarkt Penny. Het centrum heeft een overdekte loopbrug naar het tegenovergelegen winkelcentrum Hamburger Meile op de eerste verdieping.
De bovengrondse parkeergarage met directe toegang tot het centrum biedt plaats aan 298 auto's.
De derde toren is 97 m hoog en heeft 27 verdiepingen met honderddrieëndertig 1- en 2-kamerappartementen met daaronder 4 lagen met winkels en kantoren. De totale oppervlakte bedraagt ca. 10.000 m2. De parkeergarage telt 98 parkeerplaatsen en op het naastgelegen terrein bestaat een gebruiksrecht van 82 parkeerplaatsen.